# Campeonato Mundial de Boxeo Aficionado de 1993
El VII Campeonato Mundial de Boxeo Aficionado se celebró en Tampere (Finlandia) entre el 7 y el 16 de mayo de 1993 bajo la organización de la Asociación Internacional de Boxeo (AIBA) y la Asociación Finlandesa de Boxeo Aficionado.
Las competiciones se realizaron en la arena Hakametsä de la capital finlandesa.

## Medallistas
| Evento                | Oro                          | Plata                              | Bronce                                                            |
| --------------------- | ---------------------------- | ---------------------------------- | ----------------------------------------------------------------- |
| Minimosca (48 kg)     | Nshan Munchian Armenia       | Daniel Petrov Bulgaria             | Albert Guardado Estados Unidos Erdenotsogtyn Tsogtjargal Mongolia |
| Mosca (51 kg)         | Waldemar Font · Cuba         | Hikmatilla Ahmedov Uzbekistán      | Mustafa Hasan · Egipto Damaen Kelly · Irlanda                     |
| Gallo (54 kg)         | Alexandar Jristov Bulgaria   | Joel Casamayor · Cuba              | Vladislav Antonov · Rusia İlhan Güler · Turquía                   |
| Pluma (57 kg)         | Serafim Todorov Bulgaria     | Enrique Carrión · Cuba             | Ramaz Paliani · Georgia Marcelică Tudoriu · Rumania               |
| Ligero (60 kg)        | Damián Austin · Cuba         | Larry Nicholson Estados Unidos     | Vasile Nistor · Rumania Tibor Rafael · Eslovaquia                 |
| Superligero (63,5 kg) | Héctor Vinent · Cuba         | Jyri Kjäll · Finlandia             | Oleg Saitov · Rusia Oktay Urkal · Alemania                        |
| Wélter (67 kg)        | Juan Hernández Sierra · Cuba | Vitalijus Karpačiauskas · Lituania | Serhi Horodnichov · Ucrania Andreas Otto · Alemania               |
| Semimedio (71 kg)     | Francisc Vaștag · Rumania    | Alfredo Duvergel · Cuba            | Geir Hitland · Noruega Serguei Karavayev · Rusia                  |
| Medio (75 kg)         | Ariel Hernández Ascuy · Cuba | Akın Kuloğlu Turquía               | Raymond Joval · Países Bajos Vasili Zhirov · Kazajistán           |
| Semipesado (81 kg)    | Ramón Garbey · Cuba          | Jacklord Jacobs Nigeria            | Dale Brown · Canadá Rostyslav Zaulychny · Ucrania                 |
| Pesado (91 kg)        | Félix Savón · Cuba           | Gueorgui Kandelaki Georgia         | Stéphane Allouane Francia Arshak Avartakian Armenia               |
| Superpesado (+91 kg)  | Roberto Balado Méndez · Cuba | Svilen Rusinov Bulgaria            | Yevgueni Belousov · Rusia Joel Scott · Estados Unidos             |

## Medallero
| Núm. | País           | Oro | Plata | Bronce | Total |
| ---- | -------------- | --- | ----- | ------ | ----- |
| 1    | Cuba           | 8   | 3     | 0      | 11    |
| 2    | Bulgaria       | 2   | 2     | 0      | 4     |
| 3    | Rumania        | 1   | 0     | 2      | 3     |
| 4    | Armenia        | 1   | 0     | 1      | 2     |
| 5    | Estados Unidos | 0   | 1     | 2      | 3     |
| 6    | Georgia        | 0   | 1     | 1      | 2     |
| 6    | Turquía        | 0   | 1     | 1      | 2     |
| 8    | Finlandia      | 0   | 1     | 0      | 1     |
| 8    | Lituania       | 0   | 1     | 0      | 1     |
| 8    | Nigeria        | 0   | 1     | 0      | 1     |
| 8    | Uzbekistán     | 0   | 1     | 0      | 1     |
| 12   | Rusia          | 0   | 0     | 4      | 4     |
| 13   | Alemania       | 0   | 0     | 2      | 2     |
| 13   | Ucrania        | 0   | 0     | 2      | 2     |
| 15   | Canadá         | 0   | 0     | 1      | 1     |
| 15   | Egipto         | 0   | 0     | 1      | 1     |
| 15   | Eslovaquia     | 0   | 0     | 1      | 1     |
| 15   | Francia        | 0   | 0     | 1      | 1     |
| 15   | Irlanda        | 0   | 0     | 1      | 1     |
| 15   | Kazajistán     | 0   | 0     | 1      | 1     |
| 15   | Mongolia       | 0   | 0     | 1      | 1     |
| 15   | Noruega        | 0   | 0     | 1      | 1     |
| 15   | Países Bajos   | 0   | 0     | 1      | 1     |
|      | TOTAL          | 12  | 12    | 24     | 48    |